# 李宜显
李宜顯（1669年—1745年）字德哉，號陶谷，本貫龍仁李氏。朝鲜王朝時代的文官。諡號文簡。

## 生平
他是左議政李世白的兒子。他在朝鮮肅宗時代參加科舉。1720年，李宜显以「冬至使」的身份代表朝鮮王朝訪問清朝。他將這段經歷記錄下來，並寫成《燕行雜識》一書。朝鮮英祖時代，李宜顯出任右議政和領議政。